# Zyxomma
Zyxomma is een geslacht van libellen (Odonata) uit de familie van de korenbouten (Libellulidae).

## Soorten
Zyxomma omvat 6 soorten:
- Zyxomma atlanticum Selys, 1889
- Zyxomma breviventre (Martin, 1921)
- Zyxomma elgneri Ris, 1913
- Zyxomma multinervorum Carpenter, 1897
- Zyxomma obtusum Albarda, 1881
- Zyxomma petiolatum Rambur, 1842